# Willian Lara
Willian Lara (* 1957 in El Socorro, Guárico, Venezuela; † 10. September 2010 in Río Uverito, Venezuela) war ein venezolanischer Politiker.

## Biografie
Nach dem Schulbesuch studierte er zunächst Sozialkommunikation an der Universidad Central de Venezuela und absolvierte anschließend ein postgraduales Studium der Politikwissenschaft an der Universidad Simón Bolívar. Später war er als Professor für Politikwissenschaften an der Universidad Simón Bolívar tätig.
Seine politische Laufbahn begann er als Mitglied der 1997 von Oberstleutnant Hugo Chávez gegründeten Movimiento Quinta República (MVR). Für diese wurde er 1998 zum Mitglied der Deputiertenkammer des Nationalkongresses gewählt und war zugleich Vorsitzender des Innenpolitischen Ausschusses. Nach der Gründung der Verfassunggebenden Nationalversammlung wurde er 1999 als Vertreter der MVR zum Mitglied gewählt und zugleich zum Vorsitzenden des Ausschusses für Politische Verwaltung und Wahlen. Zugleich war er Nationaler Organisationsdirektor der MVR.
Im Jahr 2000 kandidierte er für das Amt des Gouverneurs des Bundesstaates Miranda, unterlag jedoch dem Amtsinhaber und Kandidaten der Comité de Organización Política Electoral Independiente (COPEI), Enrique Mendoza. Im gleichen Jahr wurde er jedoch zum Mitglied der neugegründeten Nationalversammlung gewählt und 2005 wiedergewählt. Zwischen 2000 und 2002 war er zugleich erster Präsident der Nationalversammlung.
Nachdem Staatspräsident Hugo Chávez ihn 2006 zum Minister für Information und Kommunikation in dessen Kabinett berufen hatte, verzichtete er auf sein Mandat in der Nationalversammlung. Das Ministeramt bekleidete er bis zu seiner Ablösung durch Andrés Izarra.
Im November 2008 wurde er als Kandidat der von Chávez im März 2007 als Nachfolgerin der MVR neugegründeten Vereinigten Sozialistischen Partei Venezuelas (PSUV) zum Gouverneur des Bundesstaates Guárico gewählt.
Lara kam am 10. September 2010 bei einem Autounfall auf der Autobahn Troncal 2 in der Nähe der Hauptstadt des Bundesstaates Guárico, San Juan de los Morros, ums Leben.
Am 11. September 2010 wurde er von Präsident Chávez posthum mit dem Großkreuz des Orden del Libertador ausgezeichnet. Nachfolger als Gouverneur von Guárica wurde der bisherige Präsident des Föderalen Legislativrates Arturo Suárez.
| Personendaten    | Personendaten                              |
| ---------------- | ------------------------------------------ |
| NAME             | Lara, Willian                              |
| KURZBESCHREIBUNG | venezolanischer Politiker                  |
| GEBURTSDATUM     | 1957                                       |
| GEBURTSORT       | El Socorro, Bundesstaat Guárico, Venezuela |
| STERBEDATUM      | 10. September 2010                         |
| STERBEORT        | Río Uverito, Venezuela                     |